# Catorthontus collaris
Catorthontus collaris är en skalbaggsart som beskrevs av Waterhouse 1880. Catorthontus collaris ingår i släktet Catorthontus och familjen långhorningar. Inga underarter finns listade.